# Pribišje
Pribišje este o localitate din comuna Semič, Slovenia, cu o populație de 20 de locuitori.